# Geoffrey Kirk
Geoffrey Stephen Kirk (Nottingham, 3 dicembre 1921 – Cambridge, 10 marzo 2003) è stato un filologo classico e studioso della cultura classica britannico.

## Opere
- Heraclitus, The Cosmic Fragments (1954)
- The Presocratic Philosophers: A Critical History with a Selection of Texts (1957) with J. E. Raven; a revised 2nd edition was published in 1983 with the help of Malcolm Schofield.
- The Songs of Homer (1962) later edited as Homer and the Epic (1965)
- The Language and Background of Homer: Some Recent Studies and Controversies (1964) editor
- Myth: Its Meaning and Functions in Ancient and Other Cultures (1970)
- The Nature of Greek Myths (1974)
- Homer and the Oral Tradition (1976)
- Archilochos (1977) with Michael Ayrton
- The Iliad: A Commentary (1985–93) six volumes, editor.